# Strongylopus merumontanus
Espèce
Synonymes
- Rana merumontana Lönnberg, 1910

Statut de conservation UICN

 LC  : Préoccupation mineure
Strongylopus merumontanus est une espèce d'amphibiens de la famille des Pyxicephalidae.

## Répartition
Cette espèce se rencontre :
- au Malawi ;
- sur mont Méru dans le nord de la Tanzanie.

## Étymologie
Cette espèce est nommée en référence au lieu de sa découverte, le mont Méru.

## Publication originale
- Lönnberg, 1910 : Reptilia and Batrachia. Wissenschaftliche Ergebnisse der Schwedischen zoologischen Expedition nach dem Kilimandjaro, dem Meru und den umgebenden Massaisteppen Deutsch-Ostafrikas 1905-1906, unter Leitung von prof. dr. Yngve Sjöstedt. Hrsg. mit Unterstützung von der Königl. schwedischen Akademie der Wissenschaften, vol. 1, no 4, p. 1-28 (texte intégral).